# 近藤きらら
近藤 きらら（こんどう きらら、1995年9月8日 - ）は、日本で活動するミュージカル女優である。栃木県小山市出身。劇団四季所属。

## 来歴
幼いころからダンスを始め、赤毛のアンを観劇したのをきっかけに劇団四季を目指すようになる。2011年4月から宇都宮短期大学附属高等学校音楽科ピアノ専攻へ入学し、2年時からは声楽専攻コースで過ごした。高校通学と並行してべっら・ぼーちぇ音楽院に通い、東京芸術大学音楽学部声楽科と東京音楽大学声楽演奏家コースに合格した。高校卒業後は前述の合格二校から東京芸術大学入学を選び、2014年4月からは同大学へ進学した。大学在学中に劇団四季研究生オーディションに合格し、大学4年次に劇団四季研究生と大学を並行して通った。研究所を卒業後の2018年7月21日に開幕したオペラ座の怪人静岡公演初日のアンサンブル5枠役で初舞台出演を果たした。

## 主な出演作品
- オペラ座の怪人（5枠）
- リトルマーメイド(アデッラ)

- マンマ・ミーア!（3枠）
- はじまりの樹の神話〜こそあどの森の物語〜（トマト）
- ノートルダムの鐘 （2枠）
- ゴースト＆レディ（1枠/フローの母・ヴィクトリア女王）